# René Sylvestre
René Sylvestre (Saint-Marc, Haití, 14 de septiembre de 1962-23 de junio de 2021) fue un jurista y abogado haitiano.  Se desempeñó como Presidente del Tribunal Supremo de Haití desde febrero de 2019 hasta su muerte

## Biografía
Sylvestre nació en una familia de clase trabajadora. Después de sus estudios secundarios en Saint-Marc, asistió a la universidad y obtuvo un título en derecho. Dedicó gran parte de su vida a la justicia en Haití.
De septiembre de 1993 a noviembre de 1994, Sylvestre fue comisionado del primer tribunal de Saint-Marc. En 1996, fue nombrado juez, el comienzo de una larga carrera en el poder judicial haitiano. Del 12 de junio de 1998 al 12 de mayo de 2004 fue Decano del Tribunal de Primera Instancia de Saint-Marc.  Ese año, fue nombrado miembro de la Corte Suprema. El 3 de febrero de 2016 se incorporó al Consejo Superior del Tribunal. El 1 de febrero de 2019, fue nombrado para suceder a Jules Cantave como Presidente de la Corte Suprema  por el presidente Jovenel Moïse. 
Sylvestre murió de COVID-19 en el Hospital Universitario Mirebalais el 23 de junio de 2021 a la edad de 58 años.